# Lappula subdecumbens
Lappula subdecumbens là loài thực vật có hoa trong họ Mồ hôi. Loài này được (Parry) A. Nelson mô tả khoa học đầu tiên năm 1909.